# Македонка Андонова
Македонка Андонова (на македонска литературна норма: Македонка Андонова) е северномакедонска скулпторка.

## Биография
Родена е на 16 август 1944 година в Скопие, тогава анексирано от Царство България, днес Северна Македония. Завършва Университета за изкуство в Белград. Предподава в Художествения факултет на Училището за приложни изкуства в Скопие.
Андонова работи уникална керамика, скулптура и дизайн. Авторка е на самостоятелни и е участвала в много групови изложби. Занимава се и с дизайн на стъкло и порцелан за индустриална употреба.